# بلدية نمار
بلدية نمار هي إحدى بلديات مدينة الرياض في المملكة العربية السعودية.

## الأحياء التابعة للبلدية
- حي نمار
- حي الحزم
- حي ظهرة نمار
- حي ديراب (حي الفواز)
- حي العريجاء الغربي
- هجرة وادي لبن.[1][2]